# Арундо тростниковый
Ару́ндо тростнико́вый, или Тростни́к гига́нтский (лат. Arundo donax) — вид цветковых растений рода Арундо (Arundo) семейства Злаки (Poaceae).

## Ботаническое описание

### Вегетативные органы
Многолетнее травянистое растение до 6 м высотой. Стебель прямой, диаметром 1—3,5 см. Междоузлия утолщены. Растение формирует толстые деревянистые корневища.
Каждый лист отчётливо разделён главной жилкой на две линейные части. Листья линейно-ланцетные, длиной 30—60 см и шириной 1—8 см. Как правило, они длиннее междоузлий и не опушены, кроме небольшого числа волосков на длинном клиновидном конце листа. Лигула 0,7—1,5 мм.

### Генеративные органы
Соцветие — густая метёлка 30—90 см длиной и около 5,8 см шириной в середине. Каждая отдельная метёлка 10—25 см длиной. Колосок 11—14 мм длиной, состоит из 2—5 цветков. Узкие ланцетные колосковые чешуи неравные, 8—12 мм длиной. Ланцетные нижние цветковые чешуи 8,5—23 мм длиной, 3—7-зубчатые. Три жилки формируют ость до 1,5 мм длиной. Двузубые концы нижних цветковых чешуй сверху покрыты волосками 5—6 мм длиной. Цветковая чешуя составляет примерно половину длины нижней цветковой чешуи.
Пыльники около 3 мм длиной.
Цветёт и плодоносит с июля по ноябрь.

## Распространение и местообитание
Арундо тростниковый произрастает во влажных местах вдоль побережий рек и озёр или на болотах, хотя может расти и на сухой почве.
Место происхождения этого вида остаётся спорным, выдвигаются гипотезы, что это Восточная Азия, Индия или Средиземноморье.
Арундо тростниковый издревле выращивался в Азии вплоть до Средиземноморья и отсюда распространился в другие земли. В Новом Свете он появился в начале XIX века, когда был интродуцирован в Калифорнии и оттуда быстро распространился. В настоящее время в США этот вид признан инвазивным, особенно в Калифорнии, Техасе и Неваде.
В наши дни арундо тростниковый широко распространён в тропиках и субтропиках Старого и Нового Света, а также в Океании.

## Хозяйственное значение и применение
Арундо тростниковый нередко выращивается в составе ветроломных насаждений. На юге его связанные стебли равной длины используют для покрытия террас.
Он также частично подходит в качестве корма для скота. Коровы поедают молодые листья, однако пренебрегают старыми листьями и стеблями.
В Древнем Риме из стеблей арундо тростникового получали стилосы для письма. В наши дни из них изготавливают трости для таких музыкальных инструментов, как волынки, гобои, кларнеты, фаготы и саксофоны. Древнейший музыкальный инструмент, изготовленный из него, относится к эпохе фараонов. Кроме того, из него изготавливается музыкальный инструмент най, восточная флейта, популярная на Среднем Востоке в традиционной и современной панарабской музыке.
Арундо тростниковый также отчасти подходит для изготовления бумаги, но получаемая из этого материала бумага — низкокачественная.
Благодаря быстрому росту и неприхотливости этот вид можно рассматривать как потенциальный источник энергии (биотопливо).

## Синонимика
В синонимику вида входят следующие названия:
- Aira bengalensis (Retz.) J.F.Gmel.
- Amphidonax bengalensis (Retz.) Steud.
- Amphidonax bengalensis Roxb. ex Nees
- Amphidonax bifaria (Retz.) Steud., nom. inval.
- Arundo aegyptia Delile, nom. inval.
- Arundo aegyptiaca E.Vilm., nom. inval.
- Arundo bambusifolia Hook.f.
- Arundo bengalensis Retz.
- Arundo bifaria Retz.
- Arundo coleotricha (Hack.) Honda
- Arundo coleotricha var. barbigera Honda
- Arundo coleotricha var. versicolor (Mill.) Stokes
- Arundo donax var. angustifolia Döll
- Arundo donax var. barbigera (Honda) Ohwi
- Arundo donax var. coleotricha Hack.
- Arundo donax var. lanceolata Döll
- Arundo donax var. variegata E.Vilm.
- Arundo donax f. versicolor (Mill.) Beetle
- Arundo donax var. versicolor (Mill.) Stokes
- Arundo donax var. versicolor (Mill.) Kunth
- Arundo glauca Bubani, nom. illeg.
- Arundo hellenica Danin, Raus & H.Scholz
- Arundo latifolia Salisb., nom. illeg.
- Arundo longifolia Salisb. ex Hook.f., nom. inval.
- Arundo sativa Lam.
- Arundo scriptoria L., nom. inval.
- Arundo triflora Roxb.
- Arundo versicolor Mill.
- Cynodon donax (L.) Raspail
- Donax arundinaceus P.Beauv.
- Donax bengalensis (Retz.) P.Beauv.
- Donax bifarius (Retz.) Spreng.
- Donax donax (L.) Asch. & Graebn., nom. inval.
- Donax sativa (Lam.) J.Presl
- Donax sativus C.Presl
- Donax versicolor (Mill.) P.Beauv.
- Scolochloa arundinacea (P.Beauv.) Mert. & W.D.J.Koch, nom. illeg.
- Scolochloa donax (L.) Gaudin[4]